# Władysław Cichorski
Władysław Roman Cichorski ps. Zameczek (ur. 27 lutego 1822 w Kaliszu, zm. 8 czerwca 1876) – polski powstaniec, pułkownik wojsk powstańczych powstania styczniowego, dowódca oddziału operującego na Podlasiu.

## Życiorys
Był synem radcy stanu i senatora Wincentego Cichorskiego i Emilii z Zapolskich. Ukończył gimnazjum w Warszawie, a następnie kształcił się w Instytucie Agronomicznym w Marymoncie. Do 1861 pracował jako urzędnik w Komisji Przychodów i Skarbu. Przed powstaniem w 1861 ten geometra z zawodu został działaczem konspiracyjnym w okręgu tykocińskim oraz organizator z ramienia Komitetu Centralnego województwa augustowskiego. 22 stycznia 1863 roku Władysław Cichorski na czele oddziału złożonego ze szlachty zaściankowej zdobył Suraż pod Łapami. W nocy z 23 na 24 stycznia na czele 50 ludzi wkroczył do Wysokiego Mazowieckiego, potem do Tykocina (24.01). 27 stycznia opanował stację kolejową w Czyżewie w celu przejęcia kontroli nad odcinkiem kolei warszawsko-petersburskiej, niebawem został jednak wyparty.
Następnie zajął Ciechanowiec, gdzie przez 3 dni przyjmował ochotników i rozbudowywał oddział. 2 lutego wraz z już dwutysięcznym oddziałem ruszył do Siemiatycz. Został awansowany przez Rząd Narodowy do stopnia pułkownika. Pod Siematyczami połączył się z partią Romana Rogińskiego, idącą z Białej. Założył obóz pod miastem. Miał pod swoim dowództwem już 3000 ludzi, w tym 800 jednolicie umundurowanej kawalerii. Oddziały powstańcze osaczył gen. Maniukin, który pobił powstańców w bitwie pod Siemiatyczami i zmusił ich do ucieczki 7 lutego. Niedobitki partii Cichorskiego zebrał Konstanty Ramotowski. Sam Cichorski wraz z 700 ludźmi wycofał się do Puszczy Białej. Tam nękał posterunki rosyjskie nagłymi wypadami, a 28 lutego pobił w potyczce pod Przetyczem.
W marcu podporządkował swój oddział Zygmuntowi Padlewskiemu, biorąc udział w jego szlaku bojowym na Kurpiach, m.in. pod Dąbrową (8.03), Myszyńcem (9.03), Drążdżewem (12.03), Chorzelami (14.03), Zeńbokiem (15.03). Po przerwie w działaniach wziął udział w bitwie pod Osówką (14.10), z której wycofał się z 300 ludźmi. Został mianowany organizatorem Prus Zachodnich, wkrótce jednak aresztowano go i osadzono w więzieniu w Chełmnie, skąd uciekł.
Wyjechał do Drezna, następnie do Szwajcarii, a w 1866 osiadł we Francji. W latach 1870–1871 brał udział w wojnie francusko-pruskiej. Po upadku Komuny Paryskiej musiał opuścić Francję i udał się do Rumunii, gdzie pracował przy budowie kolei. Ostatecznie osiadł w Galicji w Stanisławowie, pracując jako kierownik spółdzielni spożywczej. W 1876 popełnił samobójstwo. Pochowany na Cmentarzu Sapieżyńskim w Stanisławowie.
Zmarli powstańcy 1863 roku zostali odznaczeni przez prezydenta RP Ignacego Mościckiego 21 stycznia 1933 roku Krzyżem Niepodległości z Mieczami.